# Наш път (1944)
Вижте пояснителната страница за други значения на Наш път.
„Наш път“ (в оригинал „Наш пат“) е комунистическо списание, издавано в 1944 година от комунистическите затворници в затвора в Битоля, анексирана от Царство България.
Инициативата за издаването на „Наш път“ е на затворническия комитет на Комунистическата партия на Македония в състав Мишко Божиновски, Йорго Ристевски, Димитраки Теговски и Драги Тозия. Издадени са три ръкописни броя с печатни букви. В уводната статия на първи брой е заявено, че той ще съдържа материали по политически, научни, културни, просветни и други въпроси.